# FK Viagem Příbram
Pour les articles homonymes, voir Pribram.
Maillots
Le FK Viagem Příbram est un club tchèque de football basé à Příbram. Il est le successeur (par fusion avec celui-ci) du célèbre Dukla Prague, le grand club tchécoslovaque des années 1970 qui fournit l'ossature de l'équipe nationale championne d'Europe en 1976.

## Historique
- 1948 : fondation du club sous le nom de ATK Prague
- 1953 : le club est renommé UDA Prague
- 1956 : le club est renommé VTJ Dukla Prague
- 1957 : 1re participation à une Coupe d'Europe (C1, saison 1957/58)
- 1976 : le club est renommé ASVS Dukla Prague
- 1991 : le club est renommé FC Dukla Prague
- 1996 : fusion avec le FC Příbram pour devenir le FC Dukla Příbram
- 2000 : le club est renommé FC Marila Příbram
- 2008 : le club est renommé 1.FK Příbram
- 2022 : le club est renommé FK Viagem Příbram

## Palmarès

### Sous le nom de Dukla Prague
- Championnat de Tchécoslovaquie
  - Champion : 1953, 1956, 1958, 1961, 1962, 1963, 1964, 1966, 1977, 1979, 1982
  - Vice-champion : 1959, 1974, 1978, 1981, 1984, 1988

- Coupe de Tchécoslovaquie
  - Vainqueur : 1952, 1961, 1965, 1966, 1969, 1981, 1983, 1985, 1990
  - Finaliste : 1962, 1968

- Coupe d'Europe des clubs champions
  - Demi-finaliste : 1967

### Après la fusion avec le FC Příbram
- Coupe de Tchéquie
  - Finaliste : 1997

## Logos du club

Ancien logo no 3
Ancien logo no 4
Ancien logo no 5
Logo du FC Dukla Příbram (1996-2000)
Logo du FC Marila Příbram (2000-2008)

## Joueurs célèbres
- Jozef Adamec
- Jaromír Blažek
- Břetislav Dolejší
- Ivo Knoflíček
- Josef Masopust
- Pavel Nedvěd
- Zdeněk Nehoda
- Anton Ondruš
- Ján Pivarník
- Svatopluk Pluskal
- Jaroslav Pollák
- Ivo Viktor
- Abderrazak Djahnit